# Túathal Techtmar
Túathal Techtmar (« le légitime »), fils de Fíachu Finnolach, était, selon la légende médiévale irlandaise et la tradition historique, un haut-roi d'Irlande. On l'a fait l'ancêtre des dynasties Uí Néill et Connachta par son petit-fils Conn Cétchathach.

## Légende
Túathal était le fils d'un ancien haut-roi destitué par une révolte de ses sujets. Il revint à la tête d'une armée réclamer le trône de son père. La plus ancienne source de l'histoire de Túathal est un poème du IXe siècle de Mael Mura d'Othain, qui raconte que son père, Fíacha Finnolach, avait été détrôné par les quatre rois provinciaux, Elim mac Conrach d'Ulster, Sanb (fils de Cet Mac Mágach) du Connacht, Foirbre du Munster et Eochaid Ainchenn du Leinster, et que ce fut Elim qui prit la royauté suprême. Sous sa loi, l'Irlande souffrit de la famine, car Dieu punissait ce rejet du souverain légitime. Túathal, aidé par ses frères Fiacha Cassán et Findmall et par leurs 600 hommes, marchèrent sur Tara, et vainquirent Elim dans une bataille sur la colline d'Achall. Il gagna ensuite les batailles contre les Ligmuini, les Gailióin, les Fir Bolg, les Fir Domnann, les Ulaid, les Muma, les Fir Ól nÉcmacht et les Érainn. Il assembla alors la noblesse irlandaise à Tara, afin qu'elle lui jure allégeance, ainsi qu'à ses descendants,.
Des versions ultérieures de cette histoire ont supprimé la participation de la noblesse provinciale, faisant des sujets révoltés les paysans irlandais. Le Lebor Gabála Érenn ajoute des détails sur l'exil de Túathal. Sa mère, Eithne Imgel, la fille du roi d'Alba, était enceinte quand Fíachu fut renversé, et elle s'enfuit dans sa patrie, où elle donna naissance à Túathal. Vingt ans plus tard, Túathal et sa mère rentrèrent en Irlande. Rejoints par Fiacha Cassán et Findmall, ils marchèrent sur Tara pour s'emparer de la royauté.
Les Annales des quatre maîtres évoquent une révolte semblable, conduite quelques générations auparavant par Cairbre Cinnchait contre le haut-roi Crimthann Nia Náir. À cette occasion, Feradach Finnfechtnach, le fils de Crimthann et le futur roi, s'échappa en retournant dans le ventre de sa mère. Pourtant les annales affirment qu'il revint cinq ans plus tard pour réclamer son trône. L'histoire reprend, à quelques générations d'intervalle, la révolte d'Elim contre Fíachu, et l'exil suivi du retour de Túathal. Geoffrey Keating réunit les deux révoltes en une seule. Il laisse Crimthann remettre le trône directement à son fils, Feradach, et fait de Cairbre Cinnchait, dont il fait remonter la famille aux Fir Bolg, le chef de la révolte qui renverse Fíachu, en le tuant pendant une fête. Eithne enceinte s'enfuit comme dans les autres sources. Cairbre gouverne pendant cinq ans, avant de mourir de la peste. Elim lui succède et règne pendant vingt ans. Túathal, alors âgé de vingt-cinq ans, se laisse alors persuader de revenir. Il débarque avec son armée à Inber Domnainn, dans la baie de Malahide. Rejoint par Fiacha Cassán, Findmall et leurs hommes de main, il marche sur Tara, où il est déclaré roi. Elim lui livre bataille sur la colline d'Achall près de Tara, mais il est battu et tué.
Túathal livra 25 batailles contre l'Ulster, 25 contre le Leinster, 25 contre le Connacht et 35 contre le Munster. Le pays tout entier se soumit, et Túathal convoqua une assemblée à Tara, où il instaura des lois et annexa des territoires de chacune des quatre provinces, pour créer la province centrale de  Míde autour de Tara, qui devint le territoire du haut-roi. Il construisit quatre forteresses dans le royaume de Mide : Tlachtga, lieu où les druides faisaient des sacrifices la veille de Samhain, sur une terre prise au Munster; Uisneach, où était célébrée la fête de Beltaine, sur une terre du Connacht; Tailtiu, où l'on fêtait le Lughnasadh, sur une terre d'Ulster; et Tara, sur une terre venant du Leinster.
Il continua à faire la guerre au Leinster, incendiant la forteresse d'Aillen (Dún Ailinne) et imposant à la province le « bórama », un lourd tribut de bétail. Un récit explique que le roi de Leinster, Eochaid Ainchenn, en était la cause. Il avait épousé Dairine, la fille de Túathal, mais il avait dit à celui-ci que sa fille était morte. Il obtint ainsi son autre fille, Fithir. Quand Fithir découvrit que Dairine était toujours vivante, elle mourut de honte, et quand Dairine vit sa sœur décédée, elle mourut de chagrin.
Túathal, ou sa femme Baine, passe pour avoir construit Ráth Mór, une colline fortifiée de l'Âge du fer du complexe de Clogher, dans le comté de Tyrone. Il mourut dans une bataille contre Mal mac Rochraide, roi d'Ulster, à Mag Line (Moylinny près de Larne, dans le Comté d'Antrim). Son fils, Fedlimid Rechtmar, le vengea plus tard.

## Contexte historique

### Dates
Les Annales des quatre maîtres situent l'exil de Túathal en 56, son retour en 76 et sa mort en 106. Le Foras Feasa ar Érinn de Geoffrey Keating concorde dans une large mesure, datant l'exil en 55, son retour en 80 et sa mort en 100. Le Lebor Gabála Érenn situe l'histoire un peu plus tard, synchronisant l'exil avec le règne de l'empereur romain Domitien (81-96), son retour au début du règne d'Hadrien (122-138) et sa mort pendant le règne d'Antonin le Pieux (138-161).

### Le premier des Goïdels?
L'universitaire T. F. O'Rahilly a suggéré que, comme dans de nombreux récits de « retours d'exil », Túathal incarnât une invasion d'étrangers, qui établirent une dynastie en Irlande. Les propagandistes de cette dynastie lui fabriquèrent une origine irlandaise, afin de lui donner une spécieuse légitimité. O'Rahilly proposa en fait que l'histoire de Túathal, reculée au Ier siècle av. J.-C. ou au IIe siècle av. J.-C., représentât l'invasion des Goïdels, qui s'installèrent au milieu des populations aborigènes, et introduisirent la langue Q-Celtique, qui allait devenir l'irlandais. Leurs généalogistes incorporèrent toutes les dynasties irlandaises, goïdeliques et autres, ainsi que les dieux de leurs ancêtres, dans un arbre généalogique remontant sur plus de mille ans au mythique Míl Espáine.

### Des Romains en Irlande?
Une autre théorie a été mise en avant, en considérant que la datation indigène était relativement exacte. L'historien romain Tacite mentionne que son beau-père, Julius Agricola, alors gouverneur de la province romaine de Bretagne entre 78 et 84, reçut un prince irlandais exilé, en pensant l'utiliser pour une éventuelle conquête de l'Irlande. Ni Agricola ni ses successeurs ne conquirent l'Irlande, mais ces dernières années, l'archéologie a mis en doute la conviction que les Romains n'avaient jamais mis le pied sur l'île. Des artefacts romains et romano-britanniques ont été trouvés, principalement dans le Leinster, notamment dans un site fortifié sur le promontoire de Drumanagh, à 24 km au nord de Dublin, et dans des sépultures sur l'île voisine de Lambay, deux endroits proches du lieu, où Túathal est censé avoir débarqué, et des autres sites associés avec Túathal, comme Tara et Clogher. Mais la nature de ces témoignages, commerce, diplomatie ou activité militaire, reste sujette à débats. Les Romains peuvent parfaitement avoir aidé Túathal, ou quelqu'un comme lui, à recouvrer son trône, afin d'avoir un voisin ami, capable d'empêcher les incursions irlandaises,. Le poète romain du IIe siècle, Juvénal, qui a peut-être servi en Grande-Bretagne sous Agricola, a écrit que « nous avons porté nos armes au-delà des rives de l'Irlande », et la coïncidence des dates est frappante.

## Arbre généalogique
|          |          |          |          |          |          | Feradach Finnfechtnach |                  |                  |                  |                  |                  |                  |                  |                  |                  |                  |                  |                  |                  |            |            |              |              |              |              |                   |                   |                   |                   |                   |                   |                      |                      |                      |                      |                      |                      |  |  |  |  |  |  |  |  |  |  |  |  |  |  |  |  |
|          |          |          |          |          |          |                        |                  |                  |                  |                  |                  |                  |                  |                  |                  |                  |                  |                  |                  |            |            |              |              |              |              |                   |                   |                   |                   |                   |                   |                      |                      |                      |                      |                      |                      |  |  |  |  |  |  |  |  |  |  |  |  |  |  |  |  |
|          |          |          |          |          |          | Fíachu Finnolach       | Fíachu Finnolach | Fíachu Finnolach | Fíachu Finnolach | Fíachu Finnolach | Fíachu Finnolach |                  |                  | Eithne Imgel     | Eithne Imgel     | Eithne Imgel     | Eithne Imgel     | Eithne Imgel     | Eithne Imgel     |            |            |              |              |              |              |                   |                   |                   |                   |                   |                   |                      |                      |                      |                      |                      |                      |  |  |  |  |  |  |  |  |  |  |  |  |  |  |  |  |
|          |          |          |          |          |          | Fíachu Finnolach       | Fíachu Finnolach | Fíachu Finnolach | Fíachu Finnolach | Fíachu Finnolach | Fíachu Finnolach |                  |                  | Eithne Imgel     | Eithne Imgel     | Eithne Imgel     | Eithne Imgel     | Eithne Imgel     | Eithne Imgel     |            |            |              |              |              |              |                   |                   |                   |                   |                   |                   |                      |                      |                      |                      |                      |                      |  |  |  |  |  |  |  |  |  |  |  |  |  |  |  |  |
|          |          |          |          |          |          |                        |                  |                  |                  |                  |                  |                  |                  |                  |                  |                  |                  |                  |                  |            |            |              |              |              |              |                   |                   |                   |                   |                   |                   |                      |                      |                      |                      |                      |                      |  |  |  |  |  |  |  |  |  |  |  |  |  |  |  |  |
|          |          |          |          |          |          |                        |                  |                  |                  | Tuathal Techtmar | Tuathal Techtmar | Tuathal Techtmar | Tuathal Techtmar | Tuathal Techtmar | Tuathal Techtmar |                  |                  | Baine            | Baine            | Baine      | Baine      | Baine        | Baine        |              |              |                   |                   |                   |                   |                   |                   |                      |                      |                      |                      |                      |                      |  |  |  |  |  |  |  |  |  |  |  |  |  |  |  |  |
|          |          |          |          |          |          |                        |                  |                  |                  | Tuathal Techtmar | Tuathal Techtmar | Tuathal Techtmar | Tuathal Techtmar | Tuathal Techtmar | Tuathal Techtmar |                  |                  | Baine            | Baine            | Baine      | Baine      | Baine        | Baine        |              |              |                   |                   |                   |                   |                   |                   |                      |                      |                      |                      |                      |                      |  |  |  |  |  |  |  |  |  |  |  |  |  |  |  |  |
|          |          |          |          |          |          |                        |                  |                  |                  |                  |                  |                  |                  |                  |                  |                  |                  |                  |                  |            |            |              |              |              |              |                   |                   |                   |                   |                   |                   |                      |                      |                      |                      |                      |                      |  |  |  |  |  |  |  |  |  |  |  |  |  |  |  |  |
|          |          |          |          |          |          |                        |                  |                  |                  |                  |                  |                  |                  |                  |                  |                  |                  |                  |                  |            |            |              |              |              |              |                   |                   |                   |                   |                   |                   |                      |                      |                      |                      |                      |                      |  |  |  |  |  |  |  |  |  |  |  |  |  |  |  |  |
|          |          | Dairine  | Dairine  | Dairine  | Dairine  | Dairine                | Dairine          |                  |                  | Eochaid Ainchenn | Eochaid Ainchenn | Eochaid Ainchenn | Eochaid Ainchenn | Eochaid Ainchenn | Eochaid Ainchenn |                  |                  | Fithir           | Fithir           | Fithir     | Fithir     | Fithir       | Fithir       |              |              | Fedlimid Rechtmar | Fedlimid Rechtmar | Fedlimid Rechtmar | Fedlimid Rechtmar | Fedlimid Rechtmar | Fedlimid Rechtmar |                      |                      |                      |                      |                      |                      |  |  |  |  |  |  |  |  |  |  |  |  |  |  |  |  |
|          |          | Dairine  | Dairine  | Dairine  | Dairine  | Dairine                | Dairine          |                  |                  | Eochaid Ainchenn | Eochaid Ainchenn | Eochaid Ainchenn | Eochaid Ainchenn | Eochaid Ainchenn | Eochaid Ainchenn |                  |                  | Fithir           | Fithir           | Fithir     | Fithir     | Fithir       | Fithir       |              |              | Fedlimid Rechtmar | Fedlimid Rechtmar | Fedlimid Rechtmar | Fedlimid Rechtmar | Fedlimid Rechtmar | Fedlimid Rechtmar |                      |                      |                      |                      |                      |                      |  |  |  |  |  |  |  |  |  |  |  |  |  |  |  |  |
|          |          |          |          |          |          |                        |                  |                  |                  |                  |                  |                  |                  |                  |                  |                  |                  |                  |                  |            |            |              |              |              |              |                   |                   |                   |                   |                   |                   |                      |                      |                      |                      |                      |                      |  |  |  |  |  |  |  |  |  |  |  |  |  |  |  |  |
|          |          |          |          |          |          |                        |                  |                  |                  |                  |                  |                  |                  |                  |                  |                  |                  |                  |                  |            |            |              |              |              |              |                   |                   |                   |                   |                   |                   |                      |                      |                      |                      |                      |                      |  |  |  |  |  |  |  |  |  |  |  |  |  |  |  |  |
|          |          |          |          |          |          |                        |                  |                  |                  |                  |                  |                  |                  | Conn Cétchathach | Conn Cétchathach | Conn Cétchathach | Conn Cétchathach | Conn Cétchathach | Conn Cétchathach |            |            | Eochaid Finn | Eochaid Finn | Eochaid Finn | Eochaid Finn | Eochaid Finn      | Eochaid Finn      |                   |                   |                   |                   | Fiacha Suigde        | Fiacha Suigde        | Fiacha Suigde        | Fiacha Suigde        | Fiacha Suigde        | Fiacha Suigde        |  |  |  |  |  |  |  |  |  |  |  |  |  |  |  |  |
|          |          |          |          |          |          |                        |                  |                  |                  |                  |                  |                  |                  | Conn Cétchathach | Conn Cétchathach | Conn Cétchathach | Conn Cétchathach | Conn Cétchathach | Conn Cétchathach |            |            | Eochaid Finn | Eochaid Finn | Eochaid Finn | Eochaid Finn | Eochaid Finn      | Eochaid Finn      |                   |                   |                   |                   | Fiacha Suigde        | Fiacha Suigde        | Fiacha Suigde        | Fiacha Suigde        | Fiacha Suigde        | Fiacha Suigde        |  |  |  |  |  |  |  |  |  |  |  |  |  |  |  |  |
|          |          |          |          |          |          |                        |                  |                  |                  |                  |                  |                  |                  |                  |                  |                  |                  |                  |                  |            |            |              |              |              |              |                   |                   |                   |                   |                   |                   |                      |                      |                      |                      |                      |                      |  |  |  |  |  |  |  |  |  |  |  |  |  |  |  |  |
| Uí Néill | Uí Néill | Uí Néill | Uí Néill | Uí Néill | Uí Néill |                        |                  | Connachta        | Connachta        | Connachta        | Connachta        | Connachta        | Connachta        |                  |                  | Eóganachta       | Eóganachta       | Eóganachta       | Eóganachta       | Eóganachta | Eóganachta |              |              | Dál Riata    | Dál Riata    | Dál Riata         | Dál Riata         | Dál Riata         | Dál Riata         |                   |                   | Dal Fiachrach Suighe | Dal Fiachrach Suighe | Dal Fiachrach Suighe | Dal Fiachrach Suighe | Dal Fiachrach Suighe | Dal Fiachrach Suighe |  |  |  |  |  |  |  |  |  |  |  |  |  |  |  |  |

## Compléments